# 1529 км (платформа)
1529 км — пасажирський залізничний зупинний пункт Кримської дирекції Придніпровської залізниці на електрифікованій лінії Джанкой — Севастополь між станцією Мекезієві гори (7 км) та платформою 1531 км (3 км). Розташований у північно-східній частині міста Інкерман СБахчисарайського району Автономної Республіки Крим.

## Пасажирське сполучення
На Платформі 1529 км зупиняються приміські електропоїзди сполученням  Сімферополь — Севастополь.